# Mezinárodní den viditelnosti transgender osob
Mezinárodní den viditelnosti transgender osob, Mezinárodní den transgender viditelnosti či Den transviditelnosti, který se koná každoročně 31. března, je den věnovaný oslavě trans a genderově nekonformních lidí a zvyšování povědomí o diskriminaci, které tito lidé čelí. Založen byl v roce 2009 trans aktivistkou Rachel Crandall-Crocker.

## Historie
První Mezinárodní den viditelnosti transgender osob byl zorganizován v roce 2009 michiganskou trans aktivistkou Rachel Crandall-Crocker skrz Facebook ve spolupráci s aktivisty a aktivistkami z různých částí světa. Svou iniciativou reagovala na fakt, že jediný svátek věnovaný trans komunitě byl do té doby Den památky obětí transfobie (20. listopadu), který byl věnován památce zesnulých členů komunity, aniž byl existoval svátek věnovaný jejím žijícím členům. Datum konání má pouze praktický, nikoli symbolický význam; vyskytuje se v dostatečné vzdálenosti ode Dne uctění památky obětí transfobie a nepřekrývá se s Měsícem hrdosti.
V současnosti je Mezinárodní den viditelnosti transgender osob uznáván každou celosvětově významnou LGBTQ+ organizací. V Česku je připomínán organizacemi Prague Pride, Transparent CZ a Amnesty International ČR.